# Distretto di Lampa (Ayacucho)
Il distretto di Lampa è uno dei dieci distretti della provincia di Paucar del Sara Sara, in Perù. Si trova nella regione di Ayacucho e si estende su una superficie di 289,45 chilometri quadrati.

Ha per capitale la città di Lampa e nel censimento del 2005 contava 2.214 abitanti.